# Gobierno de José Eusebio Otálora
El gobierno de José Eusebio Otálora se dio entre el 1 de abril de 1884 y el 10 de agosto de 1884 en Colombia. Fue el 18.º gobierno de los Estados Unidos de Colombia(1863-1886) periodo también conocido como Olimpo Radical.

## Llegada al poder
En las elecciones de 1882, en las que fue elegido presidente Francisco Javier Zaldúa, también fueron elegidos como primer y segundo designado a la presidencia el saliente presidente Núñez y el secretario (ministro) Otálora. 
Tras el fallecimiento del presidente Zaldúa en diciembre de ese año, y la declinación de Núñez, José Eusebio Otálora accedió a la presidencia de la república, encabezando un gobierno progresista y liberal que culminó el 1 de abril de 1884.

## Gabinete ministerial
| Secretaría                          | Imagen                    | Nombre                     | Partido | Periodo                                       |
| ----------------------------------- | ------------------------- | -------------------------- | ------- | --------------------------------------------- |
| Secretario de gobierno              |                           | Juan Nepomuceno Mateus (e) |         | 22 de diciembre de 1882 13 de febrero de 1883 |
| Secretario de gobierno              |                           | Buenaventura Reinales      |         | 13 de febrero de 1883 2 de agosto de 1883     |
| Secretario de gobierno              |                           | Juan Nepomuceno Mateus (e) |         | 2 de agosto de 1883 8 de noviembre de 1883    |
| Secretario de gobierno              |                           | Ricardo Becerra            |         | 8 de noviembre de 1883 31 de marzo de 1884    |
| Secretario de Relaciones Exteriores | José María Quijano Wallis | José María Quijano Wallis  |         | 1882                                          |
| Secretario de Relaciones Exteriores |                           | Julio E. Pérez             |         | 1882 - 1883                                   |
| Secretario de Relaciones Exteriores |                           | Antonio Roldán Reyes       |         | 1883                                          |
| Secretario de Relaciones Exteriores |                           | Julio E. Pérez             |         | 1883 - 1884                                   |
| Secretario de Guerra y Marina       |                           | Juan Nepomuceno Mateus     |         | 1882-1884                                     |
| Secretario de Instrucción Pública   |                           | Rufo Urueta                |         | 14 de septiembre de 1882 11 de enero de 1883  |
| Secretario de Instrucción Pública   |                           | José Vicente Uribe         |         | 11 de enero de 1883 3 de abril de 1884        |
| Secretario de Instrucción Pública   |                           | Napoleón Borrero           |         | 4 de abril de 1884 21 de abril de 1884        |

## Política interna

### Transporte y comunicaciones
Impulsó la infraestructura vial, la red de ferrocarriles como el Ferrocarril de Cundinamarca, el Ferrocarril de Antioquia y el Ferrocarril de Buenaventura. Se amplió el servicio telegráfico.
Impulsó las obras en el Canal de Panamá, y en el Estado de Bolívar, las obras del canal del Dique.

### Obras públicas
Arregló las calles, avenidas y plazas de Bogotá y los parques y monumentos de El Centenario y de Los Mártires. Se inició la construcción del Puente de Boyacá en conmemoración de la independencia.

### Educación
Dentro de los cuarteles abrió escuelas, fundó universidades en Cauca y Bolívar. Dio protección a los indios Cunas del Darién. 

### Reformas militares
Durante su gobierno se contrataron un grupo de oficiales europeos para actualizar el entrenamiento, las tácticas y las armas de el ejército. Muchos de ellos eran prusianos que aprovecharon esta oportunidad para recomendar que los colombianos reemplazaran sus rifles estadounidenses con los de fabricación alemana. se obtuvieron grandes cantidades del Mauser Modelo 1871 para su distribución a la Guardia Colombiana y otras unidades de élite.

## Controversias

### Escándalo de los caballos
Originado por la compra ordenada al comerciante Salomón Koppel, con destino a los visitantes ilustres, de un coche landó de dos caballos de raza normanda con arneses completos y postillón incluido, compra por la que la oposición le acusó de malversación de fondos públicos.
El liberalismo se dividió entre Radicales y Nuñistas. A la vez que los primeros (enemigos de Núñez) ofrecieron a Otálora ser candidato a la reelección, los segundos le exigieron cumplir el pacto secreto contraído con Núñez a través de Leónidas Flórez, por el que se le había permitido encargarse del poder ejecutivo y concluir el gobierno del difunto Zaldúa. Núñez reaccionó airadamente y a ello se añadió el lanzamiento de la candidatura del general liberal Solón Wilches, cuyo eventual triunfo podría llevar a una nueva guerra civil, provocada ahora por el partido conservador. Asustado con tal perspectiva, Otálora convocó al Congreso a sesiones extraordinarias, renunciando oficialmente a cualquier candidatura.
Cuando se avecinaba la elección presidencial de 1884, el sector radical del liberalismo le ofreció a Otálora la candidatura a la reelección, pero el presidente declinó el ofrecimiento su anunciando  lealtad para el sector independiente o moderado, que lideraba Núñez, es así como desde entonces se ganó la enemistad de los radicales.
El sector radical del Congreso lo denunció por irregularidades durante su mandato (que resultaron falsas) y cuando se preparaba para escribir su defensa, murió de un derrame cerebral en su finca de Tocaima, al enterarse de que las acusaciones habían sido tomadas como ciertas por la justicia. Posteriormente fue absuelto. 